# 南座

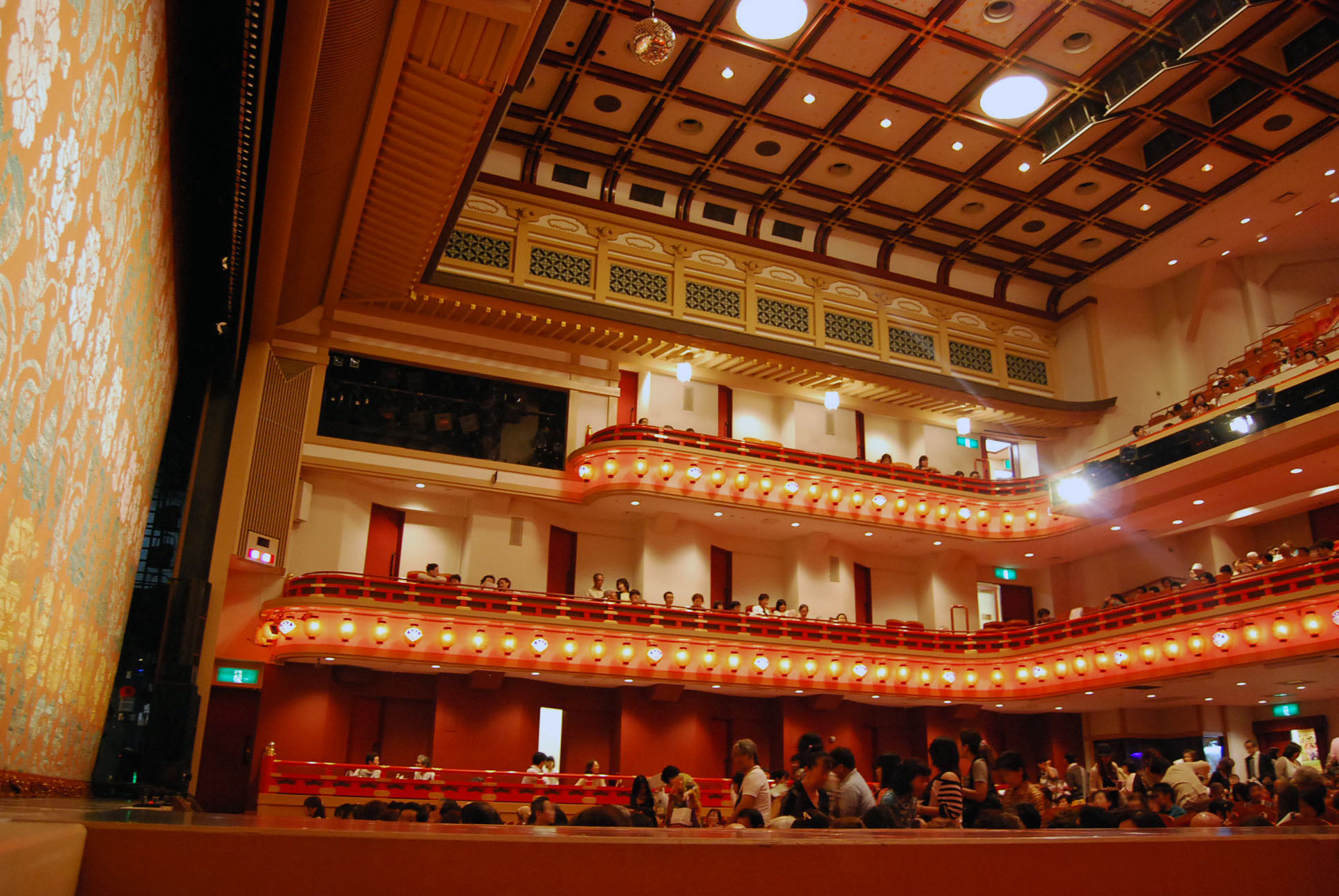
客席

南座（みなみざ）は、京都府京都市東山区にある劇場。松竹が経営している。近代建築に桃山風の意匠を取り込んだ地上4階地下1階の建物は国の登録有形文化財となっている。

## 歴史

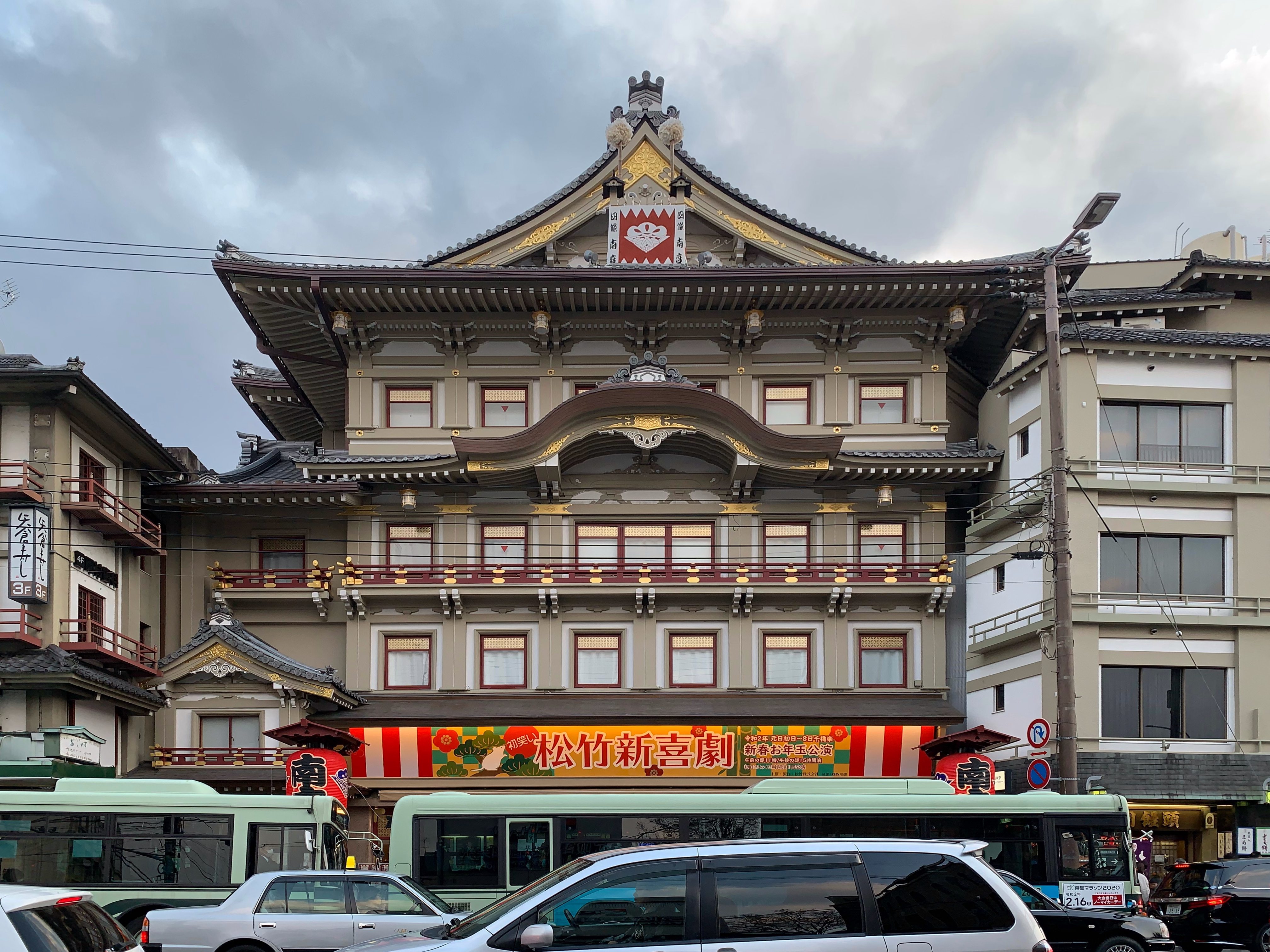

江戸時代初期（慶長年間：1596年 - 1615年）に起源を発し、元和年間に官許されたとされる劇場で、同一の場所で今日まで興行を続けてきたという意味では、日本最古の劇場である。名称の由来は、四条通の南側に位置しているためである。
江戸時代初期、四条河原には幕府公認の芝居小屋が七座存在した。その後、火事で幾度も焼失し、また興行の中心が大坂に移ったため次第に数を減らし、江戸時代中期には四条通りの南（南の芝居）と北（北の芝居）、大和大路の西（西の芝居）の三座となった。西の芝居は1794年（寛政6年）の大火後は再建されず、二座が残った。さらに南座の向かいにあった北座は1892年（明治25年）四条通の拡張に伴い閉鎖され、南座のみになった。
1906年（明治39年）に松竹に買収され、以後松竹の直営となっている。1913年（大正2年）に大改築を行い、定員1436人の大劇場（木造）になった。
1929年（昭和4年）1月に建替えに着手、同年11月に竣工し、同月25日に開場式が行われた。桃山風意匠の鉄骨鉄筋コンクリート造5階建てで、定員は1527人（当時）。設計施工は白波瀬工務店で、設計実務を担当したのは元京都市営繕課長の安立糺である。
1991年（平成3年）に改修工事が行われ、桃山風の外観を残しつつ最新設備を備えた劇場として10月28日に新装開場した。1996年（平成8年）に国の登録有形文化財になった。
2015年（平成27年）から耐震診断が行われたが、改正耐震改修促進法の耐震基準を満たしていないことが判明し、劇団前進座の初春公演が終わった2016年（平成28年）1月19日から公演は行われず休館となった。当初報道では「耐震工事を行うため5月以降に工事計画が発表される予定」となっていたが、2017年5月時点では建物に工事用のクレーンが取り付けられているものの、耐震化を含む改修工事の全体概要は未発表で、「2017年夏をめどに本格的な耐震補強工事に着手する予定」とのみ公表されていた。
今回の工事計画の設計・施工は大林組が担ったが、1929年（昭和4年)に竣工した建物の建築図面が存在せず、休館を発表して以降、既存の建築を細部まで詳しく調査検証する必要があったため、3D点群データおよびBIM（Building Information Modeling）などの最新技術を用いて建築物の情報を正確に数値化した後に、詳細な補強計画を検討する必要があった。調査後、耐震補強には建物全体の強度を重視する工法を用いることなり、その為、建物の躯体部分の強度を増すための事前工事として、2016年（平成28年）11月より建物全域の既存の内装や壁や天井の大部分を解体撤去して建物全体を一旦スケルトン化する工事に着手し、2017年（平成29年）4月末までにスケルトン化を完了。
その後2018年（平成30年）5月18日に、同年11月新開場することが発表された。
耐震補強の工法は、鉄筋コンクリート製の耐震壁を200か所以上設置するとともに、鉄骨ブレースも空間に応じて導入。大屋根部分への新たな鉄骨増設と屋根瓦の軽量化、鉄筋コンクリート製の柱の強度補強など、建物全域に及ぶ補強工事計画を策定し、構造設計の第三者判定による認定を2017年（平成29年）9月に取得して、本格的な補強工事に着手した。また建物躯体の補強と同時に、解体撤去した内装や設備の全面リニューアルを施すこととなり、2018年（平成30年）3月より、設備更新工事と内装工事に着手し、耐震補強と内装設備の更新を併せた「耐震補強大規模改修工事」は、2018年（平成30年）9月28日に工事完了し、竣工した。
2018年（平成30年）10月27日には、南座新開場記念行事として、「南座開場式」「南座新開場 祇園お練り」が開催され、翌11月1日「南座発祥四百年 南座新開場記念　京の年中行事 當る亥歳 吉例顔見世興行 東西合同大歌舞伎　二代目松本白鸚 十代目松本幸四郎 八代目市川染五郎 襲名披露」の初日の開幕により新しい時代の南座が新開場した。

## 特徴

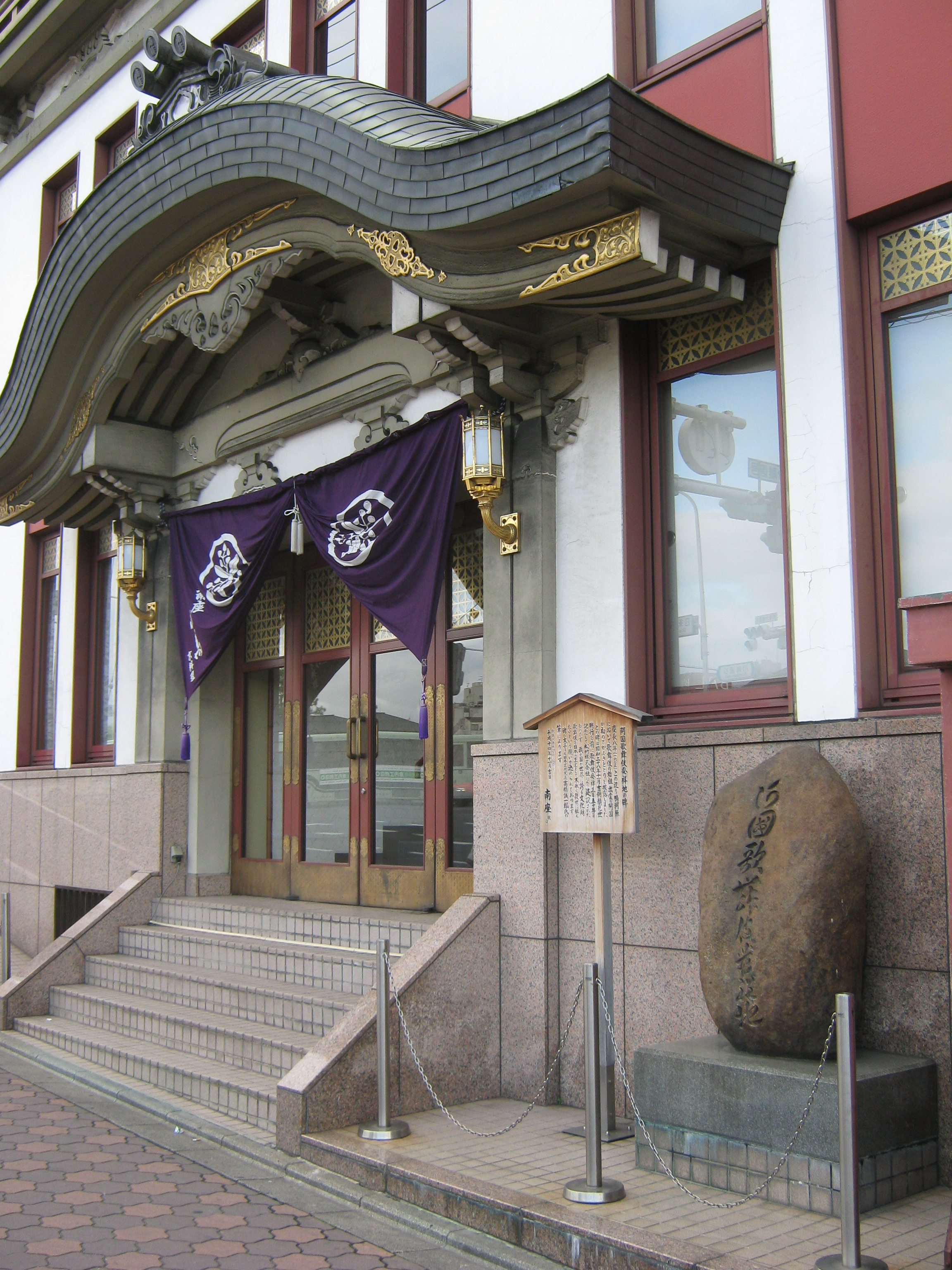
南座の前に立てられた「阿国歌舞伎発祥地」の石碑

出雲阿国が1603年（慶長8年）の春、京市中においてかぶき踊りを披露したことが歌舞伎の起源とされるが、その歌舞伎発祥の地で400年を越えて歌舞伎を上演してきたという意味で、日本最古の歴史と伝統を持つ劇場と言われる。現在も歌舞伎を中心にした公演を行っており、特に毎年11月末日から12月末まで行われる吉例顔見世興行は京都の風物詩となっている。このときには役者の名前を勘亭流で書いた「まねき」と呼ばれる、白木の看板が劇場の入り口上にずらりと並べられることで有名。
歌舞伎以外にも演劇やコンサートの公演が行われている。1992年（平成4年）には南座によりミュージカル「ドラゴン・クエスト」（SMAP主演）が制作されたり、2007年（平成19年）には52年ぶりにOSK日本歌劇団のレビューが復活するなど、伝統を重んじる一方で新たな試みも行われている。京都の花街にも重点を置き、2012年6月には京都五花街合同公演「都の賑い」が開催され、2019年4月には「都をどり」が開催される。

## 所在地
〒605-0075 京都府京都市東山区四条通大和大路西入中之町198
四条大橋東詰（四条川端東入る南側）に位置し、四条河原町から鴨川にかかる四条大橋を渡って八坂神社方面へ行く途中にある。

### 最寄り駅
- 京阪 祇園四条駅すぐ上
- 阪急 京都河原町駅徒歩3分

## 定紋

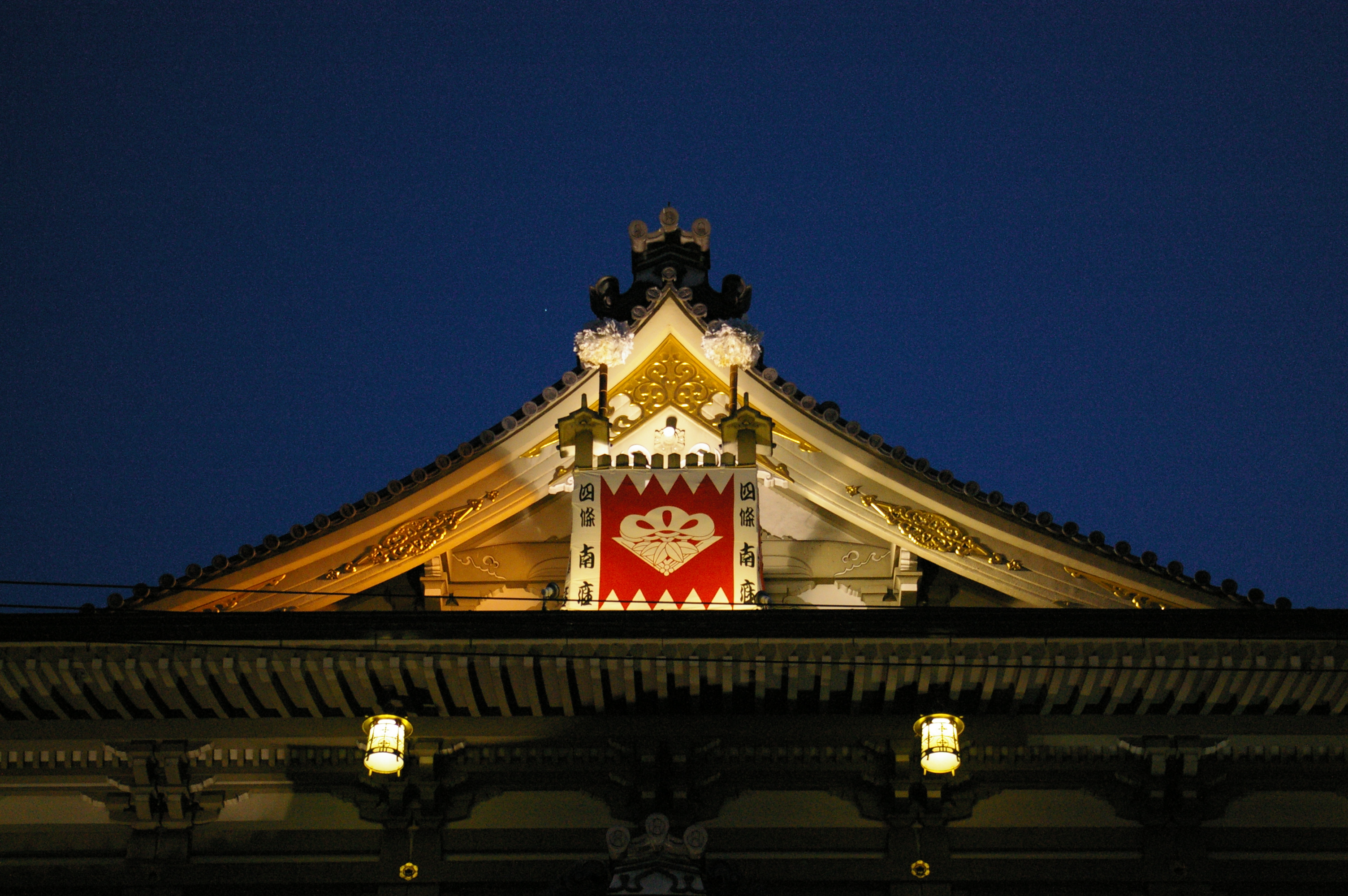
屋根の松竹マーク

松竹マークが使用されている。